# Borsippa
Borsippa (Barsip nelle iscrizioni babilonesi e assire; Borsif nel Talmud; la moderna Birs o Birs-Nimrud) fu un'importante città babilonese dell'antica Mesopotamia, costruita sul Nahr Hindieh, o canale Hindieh, formalmente conosciuto come "il fiume Eufrate di Borsippa" e chiamato "il fiume di Birs" durante il periodo Arabo, circa 18 km a sud-ovest di Babilonia. La città è famosa per il tempio di Ezida, dedicato al dio Nebo o Nabu, e per la sua ziqqurat, erroneamente identificata nel Talmud e dalla cultura araba con la Torre di Babele.

## Storia
Borsippa era una sorta di città gemella di Babilonia. Nelle iscrizioni che vanno dal periodo di Ur III al periodo seleucide e anche nei primi testi islamici viene spesso nominata con il nome di Babilonia II. Borsippa era quindi sotto il controllo di Babilonia e non fu mai sede di un potere autonomo. La città fu forse costruita sotto Hammurabi che regnò dal 1792 al 1750 a.C., ma raggiunse il suo massimo splendore con Nabucodonosor II (604-562 a.C.).
Hammurabi costruì o restaurò in questo luogo il tempio di Ezida dedicandolo però a Marduk. Ma anche se lui sembra non aver onorato il dio Nebo, i re successivi lo riconobbero come dio del tempio il quale da ora in poi verrà considerato figlio di Marduk.
Come detto, sotto Nabucodonosor, la città raggiunse il suo periodo di massima prosperità e il tempio di Ezida, in quel periodo, era secondo, per importanza e ricchezza, soltanto a quello di E-Sagila, a Babilonia.
Borsippa condivise il suo destino con Babilonia, iniziando a decadere nel periodo di Alessandro.
La città fu distrutta nel quinto secolo a.C. dal re persiano Serse I.

## Archeologia
I primi scavi nel sito sono stati condotti dalla Spedizione Francese scientifica in Mesopotamia nel 1852, con modesti risultati. Nel 1879 e 1880 Hormuzd Rassam ha condotto un più vasto, anche se non sistematico, progetto di scavi, portando alla luce una notevole quantità di tavolette d'argilla, ora al British Museum.
Dal 1980 le maestose rovine della ziggurat sono state scavate dell'Università Leopold Franzens di Innsbruck guidate da Helga Trenkwalder e Wilfrid Allinger-Csollich. 
Gli archeologi austriaci hanno determinato che la ziggurat di Nabucodonosor include le rovine di una più piccola torre dal secondo millennio a.C. Al suo completamento, la ziggurat raggiungeva un'altezza di 70 metri. Essa era composta da sette terrazzi sovrapposti, ciascuno più piccolo di quello sottostante. Ciascuno di questi terrazzi era rivestito con mattoni di colori differenti. Il piano inclinato per raggiungere la cima si trovava a nord-est ed è su questo lato che si trovano le principali stanze del tempio, di cui la ziggurat era la torre. Queste stanze sono state scavate in parte da Hormuzd Rassam nel 1879 e 1880. Le rovine della ziggurat raggiungono ancora oggi un'altezza di 52 metri.
Sono state recuperate varie tavolette d'argilla, ma gli archeologi sperano ancora di scoprire un archivio del tempio di tavolette cuneiformi. 
Un'iscrizione di Nabucodonosor II “l'iscrizione di Borsippa”, racconta come il re restaurò il tempio di Nabu, chiamandolo “il tempio delle sette luci della terra” (il tempio dei pianeti).
Il tempio di Ezida era costituito da un basso edificio che si apriva su un vasto cortile interno ed era affiancato dalla ziggurat; tutto il complesso era circondato da un muro di cinta.
Fra gli oggetti ritrovati è stata recuperata una pietra iscritta, che accenna al programma di Nabucodonosor di ricostruire la ziggurat di Borsippa sullo stesso disegno di quella di Babilonia, di cui sopravvivono soltanto le fondamenta. In un'altra iscrizione Nabucodonosor dichiara che la torre di Nabu doveva raggiungere il cielo.
Dal 2023 Sandra Heinsch e Walter Kuntner dell'Università Leopold Franzens di Innsbruck guidano gli scavi archeologici nell'antica città di Borsippa.